# Walikale (Ort)
Walikale ist der Hauptort des gleichnamigen Territoriums Walikale in der Provinz Nord-Kivu im Osten der Demokratischen Republik Kongo.

## Geographie
Walikale liegt rund 125 Kilometer nordwestlich von Goma und zählt etwa 15.000 Einwohner.

## Geschichte
Am 17. Juli 2012 kam es einige Tage nach Kämpfen in Rutshuru auch in Walikale zu Kämpfen zwischen den Forces Armées de la République Démocratique du Congo (FARDC) und der lokalen Mai-Mai-Miliz Raia Motumboki. Die Miliz gewann nur kurzzeitig die Kontrolle über den Ort.
Ende Januar bis Mitte Februar 2025 nahmen die Rebellenmilizen der M23/Alliance fleuve Congo (AFC) die Provinzhauptstädte Goma und Bukavu von Nord- bzw. Sud-Kivu ein und rückten anschließend entlang einer Regionalstraße weiter gen Westen auf Walikale vor. Am 14. März evakuierte das Unternehmen Alphamin Resources seine Mitarbeiter und stellte die Produktion in seiner Kassiteritmine ein. Auch die weitere Bevölkerung floh kurz darauf in Massen zu Fuß in Richtung Kisangani. Am 19. März 2025 brachten die Rebellen Walikale unter ihre Kontrolle. Laut der kongolesischen Armee hätten diese in einem Überraschungsangriff eine Armeestellung außerhalb der Stadt überrannt, worauf es zu weiteren Kämpfen gegen Soldaten und regierungstreue Milizen gekommen sei. Radio Okapi berichtete, dass der Ort „beinahe kampflos“ und mit Unterstützung Ruandas erobert wurde. Nach lokalen Augenzeugenberichten gab es mindestens sieben Verletzte.

## Wirtschaft
Walikale ist ein Bergabauort. In der Umgebung gibt es große Zinnerzlagerstätten und auch Goldminen.

## Verkehr
Durch Walikale führt in Nordwest-Südost-Richtung die Nationalstraße 3. Zudem geht eine Regionalstraße nach Nordosten ab, die an Masisi vorbeiführt und weiter nach Südosten bis zur Stadt Sake.